# 九四オレンジフェリー

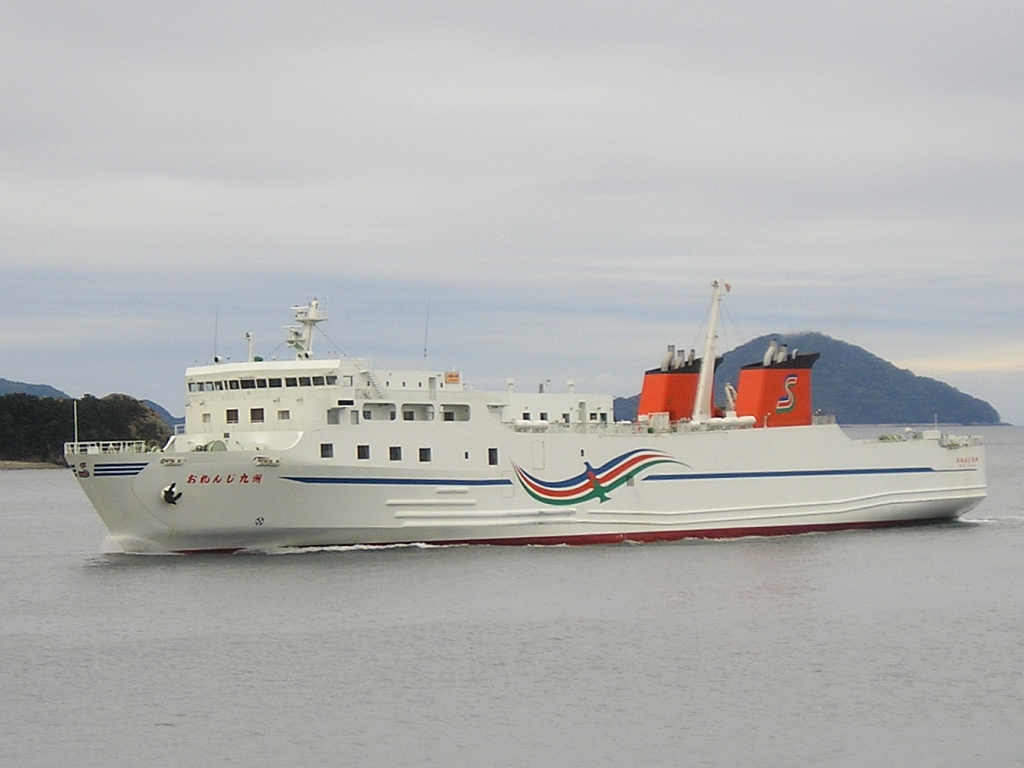
おれんじ九州 - 八幡浜港沖（2007年10月）

九四オレンジフェリー株式会社（きゅうしオレンジフェリー）は、豊後水道にフェリー航路を持つ海運会社。四国開発フェリーとオレンジフェリーグループを形成している。内航貨物船・近海船のオーナー・オペレータである瀬野汽船傘下のグループ企業である。

## 沿革
- 1963年9月9日 - 株式会社九四フェリーボート設立[2]。
- 1964年12月15日[2] - 九四フェリーボート、運航開始。
- 1985年3月22日 - 「ニュー九州」就航に伴い、臼杵港フェリーターミナルの供用開始。この時点では旧ターミナルも併用。
- 1987年7月 - 宇和島運輸、宿毛観光汽船と共同出資で八幡浜・佐伯フェリー株式会社を設立[3]。
- 1992年10月 - 八幡浜・佐伯フェリーを完全子会社化[3]。
- 2000年11月12日 - 九四フェリーボート、松山地方裁判所大洲支部に民事再生法の手続き適用を申請。
- 2003年
  - 10月25日 - 九四フェリーボート、経営再建を断念。八幡浜 - 臼杵航路は四国開発フェリー全額出資による新会社「九四オレンジフェリー」により運航継続されることが発表された。
  - 12月1日 - 九四オレンジフェリー、九四フェリーボートの事業を承継。
- 2016年1月19日 - 「おれんじ四国」が八幡浜港を出港する際、強風に流され、対岸の栗之浦ドックのクレーンに衝突、船体を損傷した[4]。
- 2022年4月1日 - 八幡浜港の新ターミナル完成に伴い、発着場所変更[5]。

## 航路
- 八幡浜港（愛媛県） - 臼杵港（大分県）
- 距離67km、所要時間2時間20分(東航)～2時間25分(西航)
- 一日7往復14便が運航されているが、土曜から月曜にかけて一部便が運休する(2022年11月現在)

## 船舶

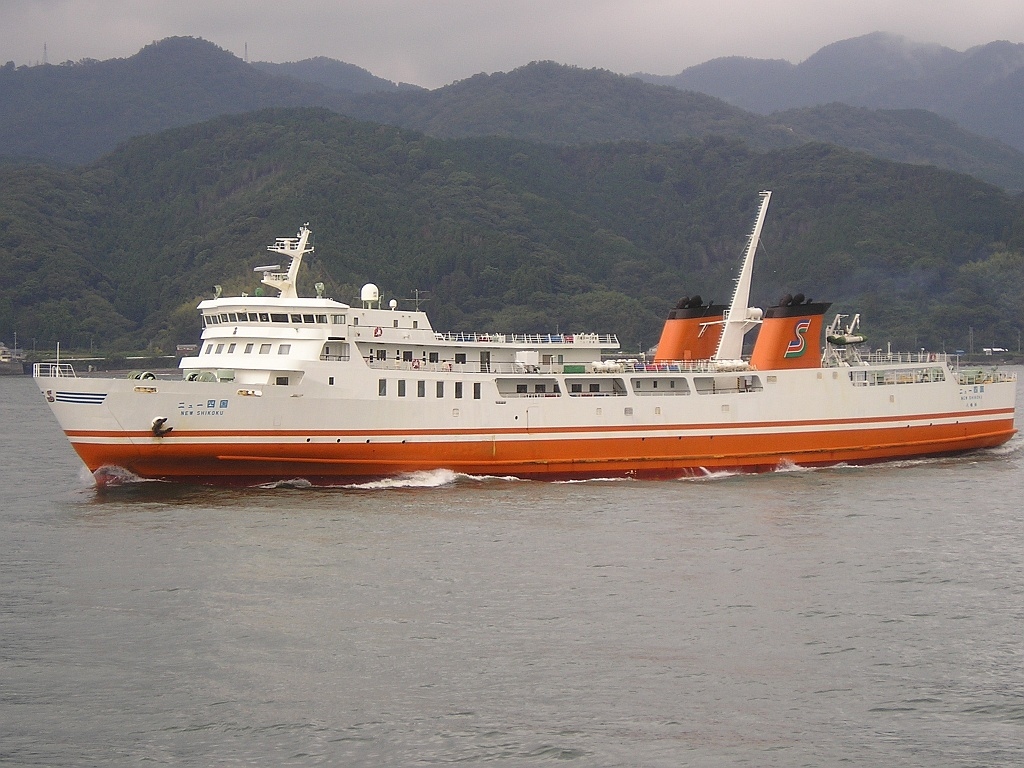
ニュー四国 - 臼杵港沖（2007年10月）

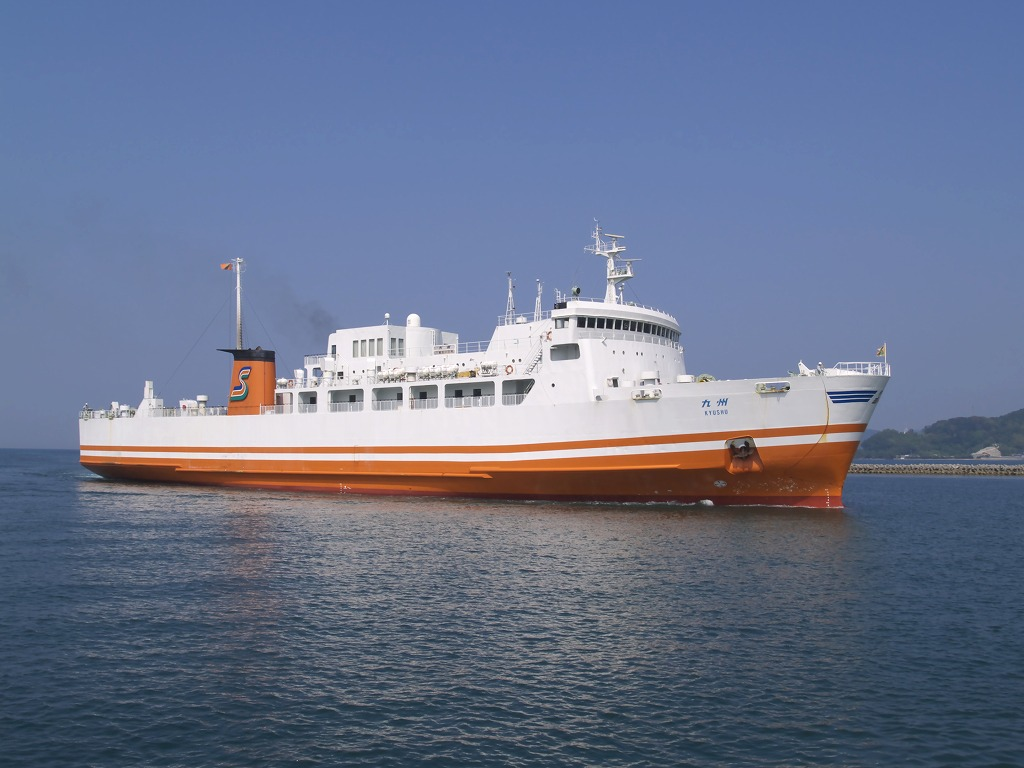
九州 - 臼杵港（2005年5月）

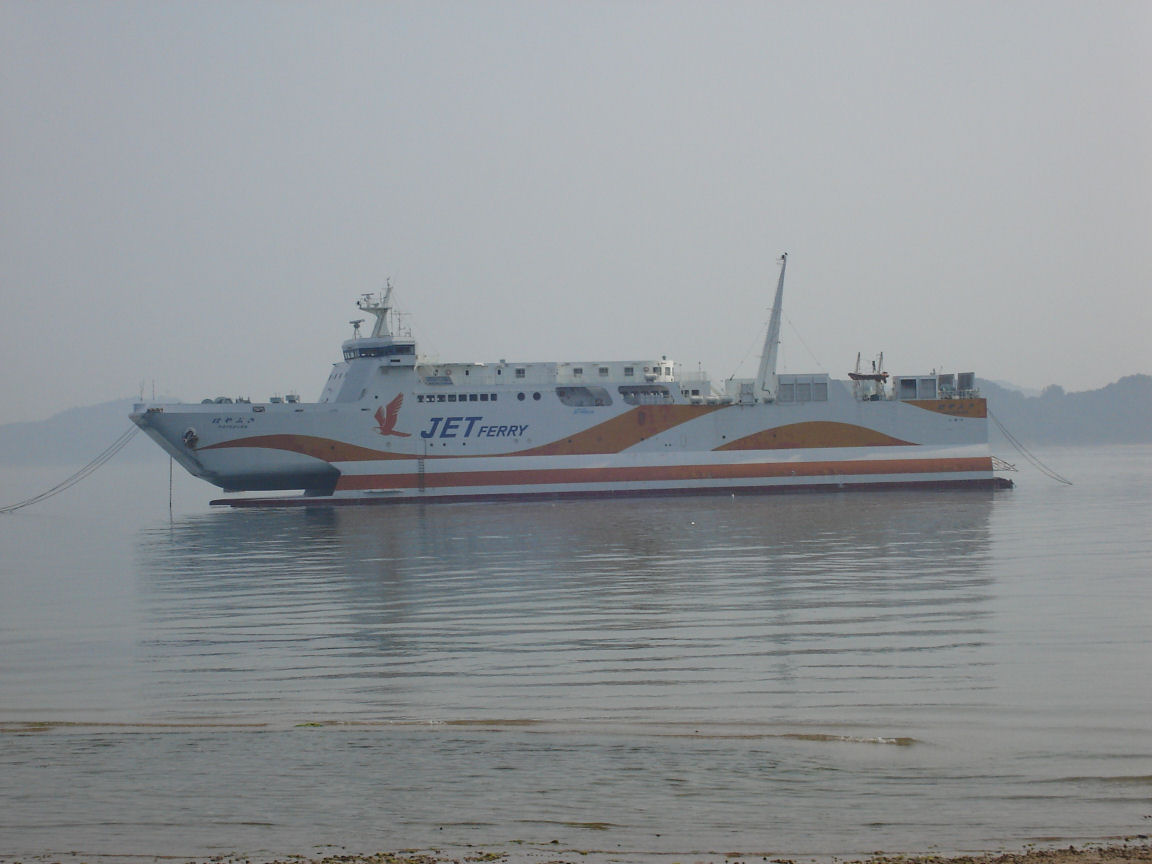
はやぶさ（旧・九四フェリー、2005年6月）

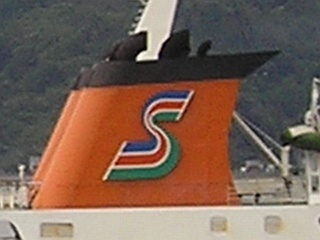
ファンネルマーク

### 運航中の船舶
仕様がほぼ同じ「おれんじ九州」「おれんじ四国」の2隻が就航している。
両船ともフィンスタビライザーを装備。船内はバリアフリー対応となっており、車椅子にも対応できるエスカレーターを設置している。また、全便でうどん等の軽食を提供している。
- おれんじ九州
  - 2007年7月3日就航。2,924総トン、全長119.9m、幅16.4m、出力6,618kw、航海速力19.85ノット（最大21.7ノット）。
  - 旅客定員485名。車両積載数：トラック（8t換算）37台・乗用車37台。西造船（愛媛県今治市。現・あいえす造船）建造。瀬野汽船が所有。
- おれんじ四国
  - 2008年4月24日就航。2,918総トン、全長119.9m、幅16.4m、航海速力19.85ノット（最大21.7ノット）。
  - 旅客定員485名。車両積載数：トラック（8t換算）37台・乗用車37台。
  - 2016年1月19日午後0時50分頃、八幡浜港岸壁、離岸の際、強風に煽られ、クレーン船と衝突。2月に航路復帰。

### 過去に就航していた船舶
- しこく[7]
  - 1964年2月竣工・就航、来島どっく建造。1971年4月12日九州商船に売船、「フェリーたちばな」に改名。
  - 244.52総トン、全長35.8m、型幅9m、型深さ3.2m、ディーゼル1基、機関出力858ps、航海速力11ノット。
  - 旅客定員30名、トラック8台。
- 九州（初代）[8]
  - 1969年2月竣工・就航、来島どっく高知建造。1985年引退、1986年フィリピンに売船[7]。
  - 983.60総トン、全長71.45m、型幅13.60m、型深さ4.40m、ディーゼル2基、機関出力2,660ps、航海速力15ノット。
  - 旅客定員400名、乗用車70台。
- 四国[8]
  - 1972年2月竣工、同年3月1日就航[2]、来島どっく高知建造、1989年八幡浜佐伯フェリーに売船、「豊後」に改名。
  - 989.92総トン、全長72.60m、型幅13.60m、型深さ4.70m、ディーゼル2基、機関出力3,400ps、航海速力15.5ノット。
  - 旅客定員400名、乗用車70台。
- ニュー九州[9]
  - 1985年3月竣工、同月22日就航[2]、臼杵鉄工所臼杵工場建造。
  - 2,153総トン、全長110.00m、型幅16.0m、型深さ5.80m、ディーゼル2基、機関出力9,000ps、航海速力19.0ノット。
  - 旅客定員500名、8tトラック30台、乗用車12台。
  - 本船の就航により、所要時間は2時間55分から2時間10分に短縮された[2]。
  - 1997年引退後は台湾・新華航業公司で「臺馬」として基隆 - 馬祖航路に就航。
- ニュー四国
  - 1988年7月竣工。2,182総トン、全長110.0m、幅16.0m、出力9,000ps、航海速力20.0ノット（最大22.8ノット）。
  - 旅客定員460名。車両積載数：トラック36台・乗用車12台。臼杵造船所建造。
  - 2008年4月、「おれんじ四国」就航に伴い引退。現在は、フィリピン Trans-Asia Shipping Lines の「Trans Asia 3」に改名のうえ、セブ～カガヤン・デ・オロ間の航路に就航している[要出典]。
- はやぶさ
  - 1994年12月竣工・就航。川崎重工業神戸工場建造。船舶整備公団共有船。
  - 2,282総トン、全長99.78m、型幅19.98m、型深さ12.47m、ディーゼル4基、出力25,780ps、航海速力30.0ノット。
  - 旅客定員460名。車両積載数：トラック32台。
  - ウォータージェット推進、日本初のウェーブピアーサー型高速フェリー。「ジェットフェリー」の愛称で呼ばれていた。日本船舶海洋工学会シップ・オブ・ザ・イヤー1994受賞。所要時間1時間30分を誇ったが、早期に引退、長期係船の後日本国外に売却され、現在はギリシャ NEL LINES の「ALKIONI」に改名している。
- 九州（2代）
  - 1986年6月竣工、2004年改装。2,286総トン、全長98.6m、幅17.2m、出力8,000ps、航海速力18.7ノット（最大20.8ノット）。
  - 旅客定員456名。車両積載数：トラック35台。内海造船瀬戸田造船所建造。
  - 元「びすば」（東日本フェリー）。2007年、「おれんじ九州」就航に伴い引退後は日本国外に売却され、現在はギリシャ ANMEZ の「ADAMANTIOS KORAIS」に改名している。

## おれんじ会
九四オレンジフェリー・四国オレンジフェリーに共通した会員割引システムだったが、2017年度(2018年3月末)をもって終了した。年度単位の会員制度をとっており、年度途中に入会した場合は当該年度末までとなる。乗船当日の申し込みは出来ず、事前申し込みが必要だった。
会員証は青色発色のリライタブルカードで、会員番号、会員氏名、年齢と、割引制限期間（九四オレンジフェリーは無し）が記載される。家族会員の登録も可能。
- 入会金：無料
- 年会費：1,000円
- 主な特典
  - 旅客運賃1割引
  - 電話予約の際、会員番号を申し出ることによりスムーズな予約が可能